# Seznam poslanců Českého zemského sněmu (1867–1870)
Toto je seznam poslanců Českého zemského sněmu ve volebním období 1867–1870. Zahrnuje všechny členy Českého zemského sněmu ve funkčním období od zemských voleb v březnu 1867 až do zemských voleb roku 1870.

## Abecední seznam poslanců zvolených ve volbách v březnu 1867
| Jméno                            | Kurie               | Volební obvod                                                  | Strana         | Poznámka |
| -------------------------------- | ------------------- | -------------------------------------------------------------- | -------------- | --- |
| Adam Johann Herrmann             | městská             | Hajda, Šenov, Plottendorf, Parchen                             |                | [ 1 ] |
| Aehrenthal Johann                | velkostatkářská     | nesvěřenecké velkostatky                                       |                | [ 2 ] |
| Althann Karl                     | velkostatkářská     | svěřenecké velkostatky                                         |                | [ 3 ] |
| Auersperg Adolf                  | velkostatkářská     | nesvěřenecké velkostatky                                       |                | [ 2 ] |
| Auersperg Karel Vilém            | velkostatkářská     | nesvěřenecké velkostatky                                       |                | [ 2 ] |
| Bachofen von Echt Clemens        | velkostatkářská     | nesvěřenecké velkostatky                                       |                | [ 2 ] |
| Banhans Anton                    | městská             | Most, Bílina, Horní Litvínov                                   |                | [ 4 ] |
| Barth Barthenheim Adolf          | velkostatkářská     | nesvěřenecké velkostatky                                       |                | [ 2 ] |
| Becher Franz                     | velkostatkářská     | nesvěřenecké velkostatky                                       |                | [ 2 ] |
| Bělský Václav                    | městská             | Praha-Staré Město                                              | Národní strana | Zbaven mandátu pro absenci v září 1868.Zvolen znovu v září 1869.                                                |
| Becher Franz                     | velkostatkářská     | nesvěřenecké velkostatky                                       |                | [ 2 ] |
| Berchem-Haimhausen Hans Ernst    | velkostatkářská     | nesvěřenecké velkostatky                                       |                | Rezignoval před zářím 1869.                                                                                     |
| von Beust Friedrich Ferdinand    | obch. a živn. komor | Liberec                                                        |                | [ 1 ] |
| Bibus Peter                      | městská             | Lanškroun, Ústí, Č. Třebová                                    |                | Volba zpochybněna, předána k posouzení. Následně zrušena. Zvolen v květnu 1868.                                 |
| Boos-Waldeck Franz               | velkostatkářská     | nesvěřenecké velkostatky                                       |                | [ 2 ] |
| Bozděch Václav                   | venk. obcí          | Klatovy, Plánice, Nýrsko                                       | Národní strana | [ 14 ] |
| Bradáč Vincenc                   | městská             | Praha-Hradčany                                                 | Národní strana | Uváděn též jako Čeněk Bradáč.Zbaven mandátu pro absenci v září 1868.Zvolen znovu v září 1869.                   |
| Brauner František August         | venk. obcí          | Přeštice, Nepomuk                                              | Národní strana | Zbaven mandátu pro absenci v září 1868.Zvolen znovu v září 1869.                                                |
| Brzorád Josef                    | venk. obcí          | Jílové, Říčany                                                 | Národní strana | Zbaven mandátu pro absenci v září 1868.Zvolen znovu v září 1869.                                                |
| Buquoy Jiří                      | velkostatkářská     | svěřenecké velkostatky                                         |                | Odmítl přijmout mandát.                                                                                         |
| Clary-Aldringen Edmund           | velkostatkářská     | svěřenecké velkostatky                                         |                | [ 3 ] |
| Claudi Eduard                    | městská             | Budějovice                                                     |                | [ 4 ] |
| Czernin Eugen                    | velkostatkářská     | svěřenecké velkostatky                                         |                | Odmítl přijmout mandát.                                                                                         |
| Czeschik Franz                   | velkostatkářská     | nesvěřenecké velkostatky                                       |                | [ 2 ] |
| Czyhlarz Karl                    | městská             | Šluknov, Ehrenberg, Haňšpach                                   |                | [ 2 ] |
| Čížek Antonín                    | venk. obcí          | Žamberk, Rokytnice, Králíky                                    | Národní strana | Zbaven mandátu pro absenci v září 1868.                                                                         |
| Damm Hans                        | velkostatkářská     | nesvěřenecké velkostatky                                       |                | [ 2 ] |
| Daubek Eduard                    | velkostatkářská     | nesvěřenecké velkostatky                                       |                | [ 2 ] |
| Desfours-Walderode Franz         | velkostatkářská     | svěřenecké velkostatky                                         |                | Rezignoval před říjnem 1869.                                                                                    |
| Dormitzer Maximilian             | obch. a živn. komor | Praha                                                          |                | Volba zpochybněna, předána k posouzení. Pak potvrzena.Rezignoval před zářím 1869.Zvolen znovu v září 1869.      |
| Dotzauer Richard                 | obch. a živn. komor | Praha                                                          |                | Volba zpochybněna, předána k posouzení. Pak potvrzena.                                                          |
| Dreßler Wenzel                   | venk. obcí          | Jablonné, Chrastava                                            |                | Uváděn též jako Wenzel Dressler. Zemřel v prosinci 1868.                                                        |
| Dvořák Šimon                     | městská             | Hořovice, Beroun, Rokycany, Radnice                            | Národní strana | Rezignoval před srpnem 1868.                                                                                    |
| Faber Karel                      | venk. obcí          | Milevsko, Sedlec, Bechyně                                      | Národní strana | Zbaven mandátu pro absenci v září 1868.Zvolen znovu v září 1869.                                                |
| Fáček František                  | venk. obcí          | Chotěboř, Habry                                                | Národní strana | Zbaven mandátu pro absenci v září 1868.Zvolen znovu v září 1869.                                                |
| Fiala František                  | venk. obcí          | Lanškroun, Ústí n. O.                                          | Národní strana | [ 21 ] |
| Fingerhut (Náprstek) Vojtěch     | městská             | Lomnice, Nová Paka, Sobotka                                    | Národní strana | Zbaven mandátu pro absenci v září 1868.Zvolen znovu v září 1869.                                                |
| Fink Antonín                     | venk. obcí          | Votice, Sedlčany                                               | Národní strana | [ 14 ] |
| Fischer Karel Ludvík             | velkostatkářská     | nesvěřenecké velkostatky                                       |                | [ 2 ] |
| Forster Emanuel                  | městská             | Rumburk                                                        |                | [ 14 ] |
| Frič Josef František             | městská             | Praha-Nové Město                                               | Národní strana | Zbaven mandátu pro absenci v září 1868.Zvolen znovu v září 1869.                                                |
| Friedrich Anton                  | obch. a živn. komor | Liberec                                                        |                | [ 1 ] |
| Fürstenberg Maximilian           | velkostatkářská     | svěřenecké velkostatky                                         |                | Odmítl přijmout mandát. Znovu zvolen v srpnu 1868.                                                              |
| Fürstl v. Teichek Rudolf st.     | velkostatkářská     | nesvěřenecké velkostatky                                       |                | [ 2 ] |
| Gabriel Josef Ambrož             | venk. obcí          | Sušice, Kašperské Hory                                         | Národní strana | Zbaven mandátu pro absenci v září 1868.Zvolen znovu v září 1869.                                                |
| Görner Anton                     | venk. obcí          | Česká Lípa, Mimoň, Hajda, Cvikov                               |                | [ 1 ] |
| Göttl Hugo                       | venk. obcí          | Jáchymov, Blatno                                               |                | [ 25 ] |
| Götzl Josef                      | městská             | Karlín                                                         | Národní strana | Zbaven mandátu pro absenci v září 1868.Zvolen znovu v září 1869.                                                |
| Grégr Eduard                     | venk. obcí          | Vysoké Mýto, Skuteč, Hlinsko                                   | Národní strana | Rezignoval před květnem 1868, pak znovu zvolen.Zbaven mandátu pro absenci v září 1868.                          |
| Grégr Julius                     | venk. obcí          | Písek, Vodňany                                                 | Národní strana | Rezignoval před květnem 1868.                                                                                   |
| Groß Robert                      | městská             | Liberec                                                        |                | [ 1 ] |
| Grünwald Vendelín                | městská             | Třeboň, Lišov, Týn n. Vltavou                                  | Národní strana | Zbaven mandátu pro absenci v září 1868.Zvolen znovu v září 1869.                                                |
| Halbmayr Josef Dionys            | obch. a živn. komor | Cheb                                                           |                | [ 4 ] |
| Halla Josef                      | virilisté           | rektor pražské univerzity                                      |                | Rektor v akad. roce 1866/1867.                                                                                  |
| Hanika Josef                     | venk. obcí          | Horšovský Týn, Hostouň, Ronšperk                               |                | Zvolen 18. 10. 1869.                                                                                            |
| Hanisch Julius                   | venk. obcí          | Litoměřice, Lovosice, Úštěk                                    |                | [ 25 ] |
| Hanke Bedřich                    | městská             | Praha-Nové Město                                               | Národní strana | Zbaven mandátu pro absenci v září 1868.Zvolen znovu v září 1869.                                                |
| Hanl Karel Boromejský            | virilisté           | biskup královéhradecký                                         |                | |
| Harrach František Arnošt         | velkostatkářská     | svěřenecké velkostatky                                         |                | Odmítl přijmout mandát.                                                                                         |
| Hartig Edmund                    | velkostatkářská     | nesvěřenecké velkostatky                                       |                | [ 2 ] |
| Hartl František                  | venk. obcí          | Turnov, Český Dub                                              | Národní strana | Zbaven mandátu pro absenci v září 1868.Zvolen znovu v říjnu 1869.                                               |
| Hassmann Theodor                 | městská             | Žatec, Kadaň                                                   |                | Uváděn též jako Theodor Haßmann.                                                                                |
| Hasner Josef                     | městská             | Loket, Slavkov, Schönfeld, Bečov, Sangerberg                   |                | [ 4 ] |
| Hasner Leopold                   | městská             | Trutnov, Broumov, Police                                       |                | Rezignoval před srpnem 1868.                                                                                    |
| Hausmann Čeněk                   | městská             | Rychnov, Žamberk, Kostelec n. Orlicí, Dobruška                 | Národní strana | Zbaven mandátu pro absenci v září 1868.Zvolen znovu v září 1869.                                                |
| Havelka Matěj                    | venk. obcí          | Poděbrady, Městec Králové                                      | Národní strana | Rezignoval před srpnem 1868.                                                                                    |
| Herbst Eduard                    | venk. obcí          | Šluknov, Haňšpach                                              |                | [ 25 ] |
| Herrmann Franz                   | venk. obcí          | Frýdlant                                                       |                | [ 25 ] |
| Hielle Wolfgang                  | městská             | Mikulášovice, Zeidlery, Krásná Lípa                            |                | Rezignoval před zářím 1869.                                                                                     |
| Hons Antonín                     | venk. obcí          | Mladá Boleslav, Mnich. Hradiště, Bělá                          |                | Zbaven mandátu pro absenci v září 1868.Zvolen znovu v září 1869.                                                |
| Höfler Konstantin                | městská             | Chomutov, Vejprty, Přísečnice                                  |                | Rezignoval před zářím 1869.                                                                                     |
| Hueber Franz                     | městská             | Karlovy Vary, Jáchymov                                         |                | Uváděn též jako Franz Hüeber.Rezignoval před srpnem 1868.                                                       |
| Husák Antonín                    | venk. obcí          | Slaný, Velvary, Libochovice                                    | Národní strana | Zbaven mandátu pro absenci v září 1868.V září 1869 zvolen znovu.                                                |
| Hüller Rudolf                    | městská             | Kraslice, Nejdek, Schönbach                                    |                | [ 3 ] |
| Hýra František                   | obch. a živn. komor | Plzeň                                                          |                | [ 1 ] |
| Chotek Rudolf                    | velkostatkářská     | svěřenecké velkostatky                                         |                | Odmítl přijmout mandát.                                                                                         |
| Jaksch Anton                     | velkostatkářská     | nesvěřenecké velkostatky                                       |                | [ 2 ] |
| Janouš Jan                       | městská             | Litomyšl, Polička                                              | Národní strana | Zbaven mandátu pro absenci v září 1868.Zvolen znovu v září 1869.                                                |
| Jaresch Johann                   | velkostatkářská     | nesvěřenecké velkostatky                                       |                | [ 2 ] |
| von Jäthenstein Matthias Kalina  | velkostatkářská     | nesvěřenecké velkostatky                                       |                | [ 2 ] |
| Jeřábek Jan                      | venk. obcí          | Nový Bydžov, Chlumec                                           | Národní strana | Zbaven mandátu pro absenci v září 1868.Zvolen znovu v září 1869.                                                |
| Jílek Jan                        | venk. obcí          | Hořovice, Zbiroh                                               | Národní strana | Zbaven mandátu pro absenci v září 1868.Zvolen znovu v září 1869.                                                |
| Jirsík Jan Valerián              | virilisté           | biskup budějovický                                             |                | |
| Junek Karl                       | městská             | Praha-Malá Strana                                              |                | [ 4 ] |
| Kahles August                    | venk. obcí          | Ledeč, Dolní Kralovice                                         | Národní strana | Zbaven mandátu pro absenci v září 1868. Zvolen znovu v září 1869.                                               |
| Kail Kajetan                     | obch. a živn. komor | Budějovice                                                     |                | Volba zpochybněna, předána k posouzení a pak potvrzena. Poslancem do r. 1868.                                   |
| Kardasch Gregor                  | městská             | Krumlov, Kaplice, Nové Hrady, Vyšší Brod                       |                | [ 25 ] |
| Kellersperg Ernst Leopold        | velkostatkářská     | nesvěřenecké velkostatky                                       |                | Rezignoval před zářím 1869.                                                                                     |
| Khüenburg Karl                   | velkostatkářská     | svěřenecké velkostatky                                         |                | Rezignoval před srpnem 1868.                                                                                    |
| Kiemann Johann                   | městská             | Vimperk, Prachatice, Volary                                    |                | [ 21 ] |
| Kinský Ferdinand                 | velkostatkářská     | nesvěřenecké velkostatky                                       |                | [ 2 ] |
| Kinský Octavián Josef            | velkostatkářská     | svěřenecké velkostatky                                         |                | [ 2 ] |
| Kittel Eduard                    | městská             | Cheb                                                           |                | [ 25 ] |
| Klaudy Karel Leopold             | venk. obcí          | Jičín, Lomnice, Sobotka, Libáň                                 | Národní strana | Zbaven mandátu pro absenci v září 1868.Zvolen znovu v září 1869.                                                |
| Kleissl Jan                      | obch. a živn. komor | Plzeň                                                          | Národní strana | Zbaven mandátu pro absenci v září 1868.                                                                         |
| Kleist Bernard                   | velkostatkářská     | nesvěřenecké velkostatky                                       |                | [ 2 ] |
| Klepsch Adolf                    | městská             | Varnsdorf                                                      |                | [ 4 ] |
| Klier Franz                      | městská             | Děčín, Podmokly, Česká Kamenice, Chřibská                      |                | [ 28 ] |
| Klimeš Josef                     | venk. obcí          | Chrudim, Nasavrky                                              | Národní strana | Zbaven mandátu pro absenci v září 1868.Zvolen znovu v září 1869.                                                |
| Knoll Alfred                     | venk. obcí          | Karlovy Vary, Loket, Bečov                                     |                | [ 25 ] |
| Kodym Filip Stanislav            | venk. obcí          | Vrchlabí, Rokytnice, Jilemnice                                 | Národní strana | Zbaven mandátu pro absenci v září 1868.                                                                         |
| z Kokořova Karel                 | velkostatkářská     | nesvěřenecké velkostatky                                       |                | [ 2 ] |
| Kopetz Heinrich                  | velkostatkářská     | nesvěřenecké velkostatky                                       |                | [ 2 ] |
| Korb v. Weidenheim Franz         | velkostatkářská     | nesvěřenecké velkostatky                                       |                | [ 2 ] |
| Korb v. Weidenheim Karl          | velkostatkářská     | nesvěřenecké velkostatky                                       |                | [ 2 ] |
| Korb v. Weidenheim Karl st.      | velkostatkářská     | nesvěřenecké velkostatky                                       |                | [ 2 ] |
| Kořínek František                | venk. obcí          | Nové Město n. M., Náchod, Dobruška                             | Národní strana | Rezignoval před květnem 1868, pak znovu zvolen.Zbaven mandátu pro absenci v září 1868.                          |
| Kořistka Karel                   | městská             | Příbram, Březové Hory                                          | Národní strana | [ 14 ] |
| Kotz v. Dobrz Ferdinand          | velkostatkářská     | nesvěřenecké velkostatky                                       |                | [ 2 ] |
| Kotz v. Dobrz Christian          | velkostatkářská     | nesvěřenecké velkostatky                                       |                | [ 2 ] |
| Kralert František                | venk. obcí          | Pelhřimov, Pacov, Kamenice, Počátky                            | Národní strana | [ 3 ] |
| Kratochvíl Václav                | venk. obcí          | Mělník, Roudnice                                               | Národní strana | Zbaven mandátu pro absenci v září 1868.                                                                         |
| Kratochvíle Jan                  | venk. obcí          | Tábor, Mladá Vožice, Soběslav, Veselí                          | Národní strana | Zbaven mandátu pro absenci v září 1868.Zvolen znovu v září 1869.                                                |
| Krejčí Jan                       | venk. obcí          | Prachatice, Netolice                                           | Národní strana | [ 21 ] |
| Krziwanek Eduard                 | velkostatkářská     | nesvěřenecké velkostatky                                       |                | [ 2 ] |
| Křížek Václav                    | městská             | Tábor, Kamenice, Pelhřimov                                     | Národní strana | Zbaven mandátu pro absenci v září 1868.                                                                         |
| Kubíček Matěj                    | venk. obcí          | Vimperk, Volyně                                                | Národní strana | Zbaven mandátu pro absenci v září 1868.Zvolen znovu v září 1869.                                                |
| Kuh David                        | venk. obcí          | Most, Hora sv. Kateřiny, Jirkov                                |                | [ 21 ] |
| Leeder Friedrich                 | venk. obcí          | Cheb, Vildštejn, Aš                                            |                | [ 4 ] |
| Liebig Franz                     | městská             | Liberec                                                        |                | [ 1 ] |
| Liebig Johann mladší             | obch. a živn. komor | Liberec                                                        |                | [ 1 ] |
| Limbeck Johann                   | velkostatkářská     | nesvěřenecké velkostatky                                       |                | [ 2 ] |
| Limbeck Karl von                 | venk. obcí          | Falknov, Kynžvart                                              |                | [ 14 ] |
| Linke Josef                      | městská             | Rokytnice, Jilemnice                                           |                | [ 4 ] |
| Lippmann Josef v. Lissingen      | obch. a živn. komor | Praha                                                          |                | Volba zpochybněna, předána k posouzení. Pak potvrzena.                                                          |
| Lobkowicz Mořic                  | velkostatkářská     | svěřenecké velkostatky                                         |                | Odmítl přijmout mandát.                                                                                         |
| Löffler Wenzl                    | venk. obcí          | Kadaň, Přísečnice, Doupov                                      |                | [ 4 ] |
| Lumbe Josef Tadeáš               | velkostatkářská     | nesvěřenecké velkostatky                                       |                | [ 2 ] |
| Macháček Josef                   | venk. obcí          | Smíchov, Zbraslav, Beroun, Unhošť                              | Národní strana | Zbaven mandátu pro absenci v září 1868.Zvolen znovu v září 1869.                                                |
| Majer Antonín                    | městská             | Strakonice, Sušice, Vodňany                                    | Národní strana | Rezignoval před srpnem 1868.                                                                                    |
| Malowetz Zdenko                  | velkostatkářská     |                                                                |                | Zvolen 24. září 1868.                                                                                           |
| Mannsfeld Hieronymus             | velkostatkářská     | nesvěřenecké velkostatky                                       |                | [ 2 ] |
| Maresch Johann                   | venk. obcí          | Děčín, Benešov, Č. Kamenice                                    |                | [ 21 ] |
| Mattuš Karel                     | městská             | Mnichovo Hradiště, Turnov, Bělá                                | Národní strana | Zbaven mandátu pro absenci v září 1868.Zvolen znovu v září 1869.                                                |
| Mladota ze Solopisk František    | velkostatkářská     | nesvěřenecké velkostatky                                       |                | [ 2 ] |
| Mladý Viktor                     | městská             | Vildštejn, Kynšperk, Hazlov                                    |                | [ 14 ] |
| Moravec Ignác                    | městská             | Jindřichův Hradec, Bystřice                                    | Národní strana | Uváděn též jako Hynek Moravec.Zbaven mandátu pro absenci v září 1868.                                           |
| Morzin Rudolf                    | velkostatkářská     | svěřenecké velkostatky                                         |                | [ 2 ] |
| Müller August                    | velkostatkářská     | nesvěřenecké velkostatky                                       |                | [ 2 ] |
| Neumann Wenzel                   | venk. obcí          | Liberec, Jablonec, Tanvald                                     |                | [ 21 ] |
| Oliva Alois                      | městská             | Smíchov                                                        | Národní strana | Zbaven mandátu pro absenci v září 1868.Zvolen znovu v září 1869.                                                |
| Padlesák Jan                     | velkostatkářská     | nesvěřenecké velkostatky                                       |                | Rezignoval před srpnem 1868.                                                                                    |
| Palacký František                | venk. obcí          | Karlín, Brandýs                                                | Národní strana | Zbaven mandátu pro absenci v září 1868.Zvolen znovu v září 1869.                                                |
| Pauer Bernard                    | venk. obcí          | Trutnov, Hostinné, Maršov, Žacléř                              |                | [ 25 ] |
| Peche Josef Karel                | velkostatkářská     | nesvěřenecké velkostatky                                       |                | [ 2 ] |
| Pickert Karl                     | venk. obcí          | Žlutice, Bochov                                                |                | [ 1 ] |
| Platzer Vilém                    | venk. obcí          | Jindřichův Hradec, Lomnice, Třeboň, N. Bystřice                | Národní strana | Zbaven mandátu pro absenci v září 1868.Zvolen znovu v září 1869.                                                |
| Plener Ignaz                     | obch. a živn. komor | Cheb                                                           |                | [ 4 ] |
| Pokorný František                | venk. obcí          | Černý Kostelec, Český Brod                                     | Národní strana | Zbaven mandátu pro absenci v září 1868.Zvolen znovu v září 1869.                                                |
| Pollach Štěpán                   | městská             | Praha-Hradčany                                                 | Národní strana | Zbaven mandátu pro absenci v září 1868.Zvolen znovu v září 1869.                                                |
| Poppa Martin                     | venk. obcí          | Kraslice, Nejdek                                               |                | Uváděn též jako Martin Popper.                                                                                  |
| Porák Antonín                    | městská             | Dvůr Králové, Náchod, Hořice                                   | Národní strana | Zbaven mandátu pro absenci v září 1868.Zvolen znovu v září 1869.                                                |
| Potůček Karel                    | venk. obcí          | Rokycany, Blovice                                              | Národní strana | [ 21 ] |
| Pour Václav                      | venk. obcí          | Pardubice, Holice, Přelouč                                     | Národní strana | Zbaven mandátu pro absenci v září 1868.V září 1869 zvolen znovu.                                                |
| Práchenský Josef Stanislav       | městská             | Mělník, Brandýs n. L., Roudnice                                | Národní strana | Zbaven mandátu pro absenci v září 1868.Zvolen znovu v září 1869.                                                |
| Pštross František                | městská             | Praha-Staré Město                                              | Národní strana | Zbaven mandátu pro absenci v září 1868.Zvolen znovu v září 1869.                                                |
| Rasp Johann                      | venk. obcí          | Planá, Teplá, Bezdružice                                       |                | [ 4 ] |
| Redlhammer Eduard                | obch. a živn. komor | Liberec                                                        |                | Rezignoval před srpnem 1868.                                                                                    |
| Reichert Václav                  | venk. obcí          | Hořice, Nová Paka                                              | Národní strana | Zbaven mandátu pro absenci v září 1868.Zvolen znovu v září 1869.                                                |
| Rieger František Ladislav        | venk. obcí          | Semily, Železný Brod                                           | Národní strana | Zbaven mandátu pro absenci v září 1868.Zvolen znovu v září 1869.                                                |
| Riese-Stallburg Werner Friedrich | velkostatkářská     | nesvěřenecké velkostatky                                       |                | [ 2 ] |
| Richter Anton Mansuet            | obch. a živn. komor | Praha                                                          |                | Volba zpochybněna, předána k posouzení. Pak potvrzena.                                                          |
| Rosenauer Wenzel                 | obch. a živn. komor | Budějovice                                                     |                | Volba zpochybněna, předána k posouzení a pak potvrzena.Rezignoval před srpnem 1868.                             |
| Roser Franz Moritz               | venk. obcí          | Broumov, Police                                                |                | [ 4 ] |
| Roth Karel                       | městská             | Chrudim, Heřmanův Městec                                       | Národní strana | Zbaven mandátu pro absenci v září 1868.Zvolen znovu v září 1869.                                                |
| Rösler Anton                     | venk. obcí          | Ústí n. Labem, Chabařovice                                     |                | [ 4 ] |
| Rziha Wendelin                   | venk. obcí          | Kaplice, Nové Hrady, Vyšší Brod                                |                | [ 4 ] |
| Říha Josef                       | venk. obcí          | Kutná Hora, Čáslav                                             | Národní strana | Zbaven mandátu pro absenci v září 1868.Zvolen znovu v září 1869.                                                |
| Salm-Reifferscheid Franz         | velkostatkářská     | nesvěřenecké velkostatky                                       |                | [ 2 ] |
| Salm Louis                       | velkostatkářská     | nesvěřenecké velkostatky                                       |                | [ 2 ] |
| Seidl Václav                     | městská             | Klatovy, Domažlice                                             | Národní strana | Rezignoval před srpnem 1868.                                                                                    |
| Seifert Wenzel                   | venk. obcí          | Plzeň, Touškov, Stříbro, Stod                                  |                | [ 2 ] |
| Schaumburg-Lippe Vilém           | velkostatkářská     | svěřenecké velkostatky                                         |                | [ 3 ] |
| Schlecht Johann                  | velkostatkářská     | nesvěřenecké velkostatky                                       |                | [ 2 ] |
| Schlosser Karl                   | velkostatkářská     | nesvěřenecké velkostatky                                       |                | [ 2 ] |
| Schmeykal Franz                  | městská             | Česká Lípa                                                     |                | [ 2 ] |
| Schmidt Antonín                  | městská             | Německý Brod, Polná, Humpolec                                  | Národní strana | Zbaven mandátu pro absenci v září 1868. Zvolen znovu v září 1869.                                               |
| Schovánek Antonín                | městská             | Jičín, Nový Bydžov                                             | Národní strana | Zbaven mandátu pro absenci v září 1868.Zvolen znovu v září 1869. Zemřel v červenci 1870.                        |
| Schönborn Ervín                  | velkostatkářská     | svěřenecké velkostatky                                         |                | Odmítl přijmout mandát.                                                                                         |
| Schönburg Eduard                 | velkostatkářská     | nesvěřenecké velkostatky                                       |                | [ 2 ] |
| Schrott Josef                    | městská             | Georgswalde, Königswalde                                       |                | [ 4 ] |
| Schöder Anton                    | venk. obcí          | Dubá, Štětí                                                    |                | [ 10 ] |
| Schubert Eduard                  | městská             | Praha-Malá Strana                                              |                | [ 4 ] |
| Schulz Ferdinand                 | městská             | Mladá Boleslav, Nymburk                                        | Národní strana | Rezignoval před květnem 1868, pak znovu zvolen.Zbaven mandátu pro absenci v září 1868.Zvolen znovu v září 1869. |
| Schwarzenberg Adolf Josef        | velkostatkářská     | svěřenecké velkostatky                                         |                | Odmítl přijmout mandát.Znovu zvolen v srpnu 1868.                                                               |
| Schwarzenberg Bedřich            | virilisté           | arcibiskup pražský                                             |                | |
| Siegmund Franz                   | městská             | Liberec                                                        |                | Rezignoval před zářím 1869.                                                                                     |
| Silberstein Adolf                | velkostatkářská     | nesvěřenecké velkostatky                                       |                | [ 2 ] |
| Sladkovský Karel                 | venk. obcí          | Kolín, Kouřim, Uhlířské Janovice                               | Národní strana | Zbaven mandátu pro absenci v září 1868.Zvolen znovu v září 1869.                                                |
| Slavík Josef                     | venk. obcí          | Litomyšl, Polička                                              | Národní strana | Zbaven mandátu pro absenci v září 1868.Zvolen znovu v září 1869.                                                |
| Stamm Ferdinand                  | venk. obcí          | Žatec, Chomutov, Postoloprty, Bastianperk, Podbořany, Jesenice |                | [ 25 ] |
| Stark Anton von                  | velkostatkářská     | nesvěřenecké velkostatky                                       |                | [ 2 ] |
| Stefan Kristian                  | městská             | Hradec Králové, Jaroměř, Josefov                               | Národní strana | Zbaven mandátu pro absenci v září 1868.Zvolen znovu v září 1869.                                                |
| Steffens Peter                   | venk. obcí          | Č. Krumlov, Chvalšiny, Planá                                   |                | [ 25 ] |
| Stengel Karl                     | městská             | Jablonec, Hodkovice, Smržovka                                  |                | [ 14 ] |
| Sternberg Zdenko                 | velkostatkářská     | nesvěřenecké velkostatky                                       |                | Rezignoval před srpnem 1868.                                                                                    |
| Stöhr Karl                       | venk. obcí          | Teplice, Duchcov, Bílina                                       |                | [ 25 ] |
| Strakatý Jan                     | venk. obcí          | Březnice, Blatná, Mirovice                                     | Národní strana | [ 25 ] |
| Streeruwitz Adolf                | městská             | Planá, Tachov, Stříbro, Žandov                                 |                | [ 25 ] |
| Šembera Alois                    | městská             | Vysoké Mýto, Skuteč, Hlinsko                                   | Národní strana | V září 1869 již nebyl poslancem.                                                                                |
| Šípek František                  | městská             | Jílové, Vyšehrad, Benešov, Č. Kostelec                         | Národní strana | Zbaven mandátu pro absenci v září 1868. Zvolen znovu v září 1869.                                               |
| Škarda Jakub                     | venk. obcí          | Domažlice, Nová Kdyně                                          | Národní strana | Zbaven mandátu pro absenci v září 1868.Zvolen znovu v září 1869.                                                |
| Šobr Tomáš                       | městská             | Písek                                                          | Národní strana | Zbaven mandátu pro absenci v září 1868.Zvolen znovu v září 1869.                                                |
| Šternberk Jaroslav               | velkostatkářská     | svěřenecké velkostatky                                         |                | [ 3 ] |
| Štros Jan                        | městská             | Kutná Hora                                                     | Národní strana | Zbaven mandátu pro absenci v září 1868.Zvolen znovu v září 1869.                                                |
| Švestka František                | městská             | Slaný, Louny, Rakovník                                         | Národní strana | Zbaven mandátu pro absenci v září 1868.                                                                         |
| Taaffe Eduard                    | velkostatkářská     | svěřenecké velkostatky                                         |                | [ 3 ] |
| Tachezy Adolf                    | obch. a živn. komor | Cheb                                                           |                | [ 4 ] |
| Tedesco Ludwig                   | městská             | Praha-Josefov                                                  |                | [ 14 ] |
| Theumer Emil                     | městská             | Cvikov, Mimoň                                                  |                | [ 10 ] |
| Theumer Ernst                    | velkostatkářská     | nesvěřenecké velkostatky                                       |                | [ 2 ] |
| Thun-Hohenstein Josef Osvald     | velkostatkářská     | nesvěřenecké velkostatky                                       |                | [ 2 ] |
| Thun-Hohenstein Quido            | velkostatkářská     | nesvěřenecké velkostatky                                       |                | [ 2 ] |
| Thun-Hohenstein Zikmund          | velkostatkářská     | nesvěřenecké velkostatky                                       |                | [ 21 ] |
| Tonner Emanuel                   | venk. obcí          | Strakonice, Horažďovice                                        | Národní strana | Zbaven mandátu pro absenci v září 1868.                                                                         |
| Trmal Emanuel                    | městská             | Kolín, Kouřim, Poděbrady                                       | Národní strana | Zbaven mandátu pro absenci v září 1868.Zvolen znovu v září 1869.                                                |
| Trojan Alois Pravoslav           | venk. obcí          | Příbram, Dobříš                                                | Národní strana | Zbaven mandátu pro absenci v září 1868.Zvolen znovu v září 1869.                                                |
| Tuschner Emanuel                 | městská             | Plzeň                                                          | Národní strana | Zbaven mandátu pro absenci v září 1868.                                                                         |
| Uchatzy August                   | venk. obcí          | Rumburk, Varnsdorf                                             |                | [ 14 ] |
| Urbánek Ferdinand                | venk. obcí          | Dvůr Králové, Jaroměř                                          | Národní strana | [ 1 ] |
| Vávra Vincenc                    | venk. obcí          | Nymburk, Benátky                                               | Národní strana | Rezignoval před květnem 1868, pak znovu zvolen.Zbaven mandátu pro absenci v září 1868.                          |
| Velflík Jan                      | venk. obcí          | Rakovník, Křivoklát, Nové Strašecí, Louny                      | Národní strana | [ 4 ] |
| Vilímek Josef Richard            | venk. obcí          | Rychnov, Kostelec                                              | Národní strana | Zbaven mandátu pro absenci v září 1868.Zvolen znovu v září 1869.                                                |
| Villani Karel Drahotín           | venk. obcí          | Benešov, Neveklov, Vlašim                                      | Národní strana | Zbaven mandátu pro absenci v září 1868.Zvolen znovu v září 1869.                                                |
| Volkelt Johann                   | městská             | Frýdlant, Chrastava                                            |                | [ 14 ] |
| Wahala Augustin Pavel            | virilisté           | biskup litoměřický                                             |                | |
| Waldstein Ernst                  | velkostatkářská     | nesvěřenecké velkostatky                                       |                | [ 2 ] |
| Wallis Friedrich                 | velkostatkářská     | svěřenecké velkostatky                                         |                | Rezignoval před zářím 1869.                                                                                     |
| Weber Anton                      | městská             | Litoměřice, Lovosice                                           |                | [ 4 ] |
| Weber Wenzel                     | městská             | Vrchlabí, Lanov, Hostinné                                      |                | Rezignoval v květnu 1868.                                                                                       |
| Wenisch Johann von               | venk. obcí          | Tachov, Přimda                                                 |                | [ 14 ] |
| Wenzig Josef                     | venk. obcí          | Hradec Králové, Nechanice                                      | Národní strana | Zbaven mandátu pro absenci v září 1868.Zvolen znovu v září 1869.                                                |
| Wiener Friedrich                 | městská             | Praha-Josefov                                                  |                | [ 14 ] |
| Wolf Josef                       | venk. obcí          | Horšovský Týn, Hostouň, Ronšperk                               |                | Zemřel před zářím 1869.                                                                                         |
| Wolfrum Karl                     | městská             | Teplice, Ústí n. Labem                                         |                | [ 4 ] |
| Zátka Hynek                      | venk. obcí          | Budějovice, Lišov, Trhové Sviny, Hluboká, Týn n. Vlt.          | Národní strana | Uváděn též jako Ignác Zátka.Zbaven mandátu pro absenci v září 1868.Zvolen znovu v září 1869.                    |
| Zedtwitz Karl Moritz             | městská             | Aš, Rossbach                                                   |                | Uváděn též jako Karl Moriz Zedtwitz.                                                                            |
| Zedtwitz Klemens                 | velkostatkářská     | nesvěřenecké velkostatky                                       |                | [ 2 ] |
| Zeidler Jeroným Josef            | velkostatkářská     | nesvěřenecké velkostatky                                       |                | [ 2 ] |
| Zeithammer Antonín Otakar        | venk. obcí          | Kralovice, Manětín                                             | Národní strana | Zbaven mandátu pro absenci v září 1868.Zvolen znovu v září 1869.                                                |
| Zelený Václav                    | venk. obcí          | Německý Brod, Humpolec, Polná, Přibyslav, Štoky                | Národní strana | Zbaven mandátu pro absenci v září 1868.Zvolen znovu v září 1869.                                                |
| Zikmund Josef                    | městská             | Čáslav, Chotěboř, Golčův Jeníkov                               | Národní strana | Zbaven mandátu pro absenci v září 1868.                                                                         |
| Žák Jan                          | městská             | Pardubice, Chlumec, Holice                                     | Národní strana | Zbaven mandátu pro absenci v září 1868.Zvolen znovu v září 1869.                                                |

## Abecední seznam poslanců zvolených v doplňovacích volbách
Vzhledem k bojkotu zemského sněmu českými poslanci došlo v průběhu funkčního období sněmu k masivní ztrátě jejich mandátů pro absenci a vypsání doplňovacích voleb v desítkách obvodů v září 1869, v nichž často zvítězili titíž kandidáti. Kromě toho docházelo i k doplňovacím volbám po rezignaci či úmrtí poslanců. Noví poslanci nastupovali také na křesla virilistů.
| Jméno                        | Kurie               | Volební obvod                                         | Strana | Poznámka                                          |
| ---------------------------- | ------------------- | ----------------------------------------------------- | ------ | ------------------------------------------------- |
| Bělský Václav                | městská             | Praha-Staré Město                                     |        | Zvolen v září 1869.                               |
| Bibus Peter                  | městská             | Lanškroun, Ústí, Č. Třebová                           |        | Zvolen v květnu 1868.                             |
| Bradáč Vincenc               | městská             | Praha-Hradčany                                        |        | Zvolen v září 1869.                               |
| Brauner František August     | venk. obcí          | Přeštice, Nepomuk                                     |        | Zvolen v září 1869.                               |
| Brzorád Josef                | venk. obcí          | Jílové, Říčany                                        |        | Zvolen v září 1869.                               |
| Celerýn František            | venk. obcí          | Strakonice, Horažďovice                               |        | Zvolen v září 1869.                               |
| Černín Jaromír               | velkostatkářská     | svěřenecké velkostatky                                |        | Zvolen v říjnu 1869.                              |
| Čížek Antonín                | venk. obcí          | Vrchlabí, Rokytnice, Jilemnice                        |        | Zvolen v září 1869.                               |
| Dormitzer Maximilian         | obch. a živn. komor | Praha                                                 |        | Zvolen v září 1869.                               |
| Faber Karel                  | venk. obcí          | Milevsko, Sedlec, Bechyně                             |        | Zvolen v září 1869.                               |
| Fáček František              | venk. obcí          | Chotěboř, Habry                                       |        | Zvolen v září 1869.                               |
| Fingerhut (Náprstek) Vojtěch | městská             | Lomnice, Nová Paka, Sobotka                           |        | Zvolen v září 1869.                               |
| Frank Heinrich               | obch. a živn. komor | Budějovice                                            |        | Zvolen v srpnu 1868.                              |
| Frič Josef František         | městská             | Praha-Nové Město                                      |        | Zvolen v září 1869.                               |
| Fürstenberg Maximilian       | velkostatkářská     | svěřenecké velkostatky                                |        | Zvolen v srpnu 1868.                              |
| Fürth Josef                  | obch. a živn. komor | Plzeň                                                 |        | Zvolen místo J. Kleissla v září 1869.             |
| Gabriel Josef Ambrož         | venk. obcí          | Sušice, Kašperské Hory                                |        | Zvolen v září 1869.                               |
| Götzl Josef                  | městská             | Karlín                                                |        | Zvolen v září 1869.                               |
| Graf Lubert                  | městská             | Karlovy Vary, Jáchymov                                |        | Zvolen v srpnu 1868.                              |
| Grégr Eduard                 | venk. obcí          | Vysoké Mýto, Skuteč, Hlinsko                          |        | Zvolen v červnu 1868a v září 1869.                |
| Grégr Julius                 | městská             | Slaný, Louny, Rakovník                                |        | Zvolen místo F. Švestky v září 1869.              |
| Grohmann Josef Virgil        | venk. obcí          | Jablonné, Chrastava                                   |        | Zvolen v září 1868.                               |
| Grünwald Vendelín            | městská             | Třeboň, Lišov, Týn n. Vltavou                         |        | Zvolen v září 1869.                               |
| Hanke Bedřich                | městská             | Praha-Nové Město                                      |        | Zvolen v září 1869.                               |
| Hartl František              | venk. obcí          | Turnov, Český Dub                                     |        | Zvolen v říjnu 1869.                              |
| Hausmann Čeněk               | městská             | Rychnov, Žamberk, Kostelec n. Orlicí, Dobruška        |        | Zvolen v září 1869.                               |
| Hons Antonín                 | venk. obcí          | Mladá Boleslav, Mnich. Hradiště, Bělá                 |        | Zvolen v září 1869.                               |
| Husák Antonín                | venk. obcí          | Slaný, Velvary, Libochovice                           |        | Zvolen v září 1869.                               |
| Christen Franz               | venk. obcí          | Žamberk, Rokytnice, Králíky                           |        | Zvolen v září 1869.                               |
| Jablonský Rudolf             | městská             | Čáslav, Chotěboř, Golčův Jeníkov                      |        | Zvolen v září 1869.                               |
| Jahnel Anton                 | městská             | Liberec                                               |        | Zvolen místo F. Siegmunda v září 1869.            |
| Janouš Jan                   | městská             | Litomyšl, Polička                                     |        | Zvolen v září 1869.                               |
| Jeřábek Jan                  | venk. obcí          | Nový Bydžov, Chlumec                                  |        | Zvolen v září 1869.                               |
| Jílek Jan                    | venk. obcí          | Hořovice, Zbiroh                                      |        | Zvolen v září 1869.                               |
| Kahles August                | venk. obcí          | Ledeč, Dolní Kralovice                                |        | Zvolen v září 1869.                               |
| Khevenhüller Richard         | velkostatkářská     | svěřenecké velkostatky                                |        | Zvolen v srpnu 1868. Rezignoval před říjnem 1869. |
| Klaudy Karel Leopold         | venk. obcí          | Jičín, Lomnice, Sobotka, Libáň                        |        | Zvolen v září 1869.                               |
| Klíma Václav                 | městská             | Klatovy, Domažlice                                    |        | Zvolen v září 1869.                               |
| Klimeš Josef                 | venk. obcí          | Chrudim, Nasavrky                                     |        | Zvolen v září 1869.                               |
| Kořínek František            | venk. obcí          | Nové Město n. M., Náchod, Dobruška                    |        | Zvolen v červnu 1868a v září 1869.                |
| Kostelecký Vincenc František | virilisté           | rektor pražské univerzity                             |        | Rektor v akad. roce 1867/1868.                    |
| Kratochvíle Jan              | venk. obcí          | Tábor, Mladá Vožice, Soběslav, Veselí                 |        | Zvolen v září 1869.                               |
| Kubíček Matěj                | venk. obcí          | Vimperk, Volyně                                       |        | Zvolen v září 1869.                               |
| Kučera Jan                   | venk. obcí          | Písek, Vodňany                                        |        | Zvolen v červnu 1868.                             |
| Ledebour Adolf               | velkostatkářská     | nesvěřenecké velkostatky                              |        | Zvolen v srpnu 1868.                              |
| Leeder Karl                  | městská             | Vrchlabí, Lanov, Hostinné                             |        | Zvolen v červnu 1868.                             |
| Leiner Heinrich              | velkostatkářská     | svěřenecké velkostatky                                |        | Zvolen v říjnu 1869.                              |
| Leitenberger Friedrich von   | obch. a živn. komor | Liberec                                               |        | Zvolen v srpnu 1868.                              |
| Liebsch Maxmilian            | velkostatkářská     | nesvěřenecké velkostatky                              |        | Zvolen v srpnu 1868.                              |
| Macháček Josef               | venk. obcí          | Smíchov, Zbraslav, Beroun, Unhošť                     |        | Zvolen v září 1869.                               |
| Mattuš Karel                 | městská             | Mnichovo Hradiště, Turnov, Bělá                       |        | Zvolen v září 1869.                               |
| Mladota Carl                 | velkostatkářská     | svěřenecké velkostatky                                |        | Zvolen v srpnu 1868.                              |
| Neumann Stanislav            | městská             | Hořovice, Beroun, Rokycany, Radnice                   |        | Zvolen v září 1869.                               |
| Nostitz Herrmann             | velkostatkářská     | svěřenecké velkostatky                                |        | Zvolen v srpnu 1868.                              |
| Oliva Alois                  | městská             | Smíchov                                               |        | Zvolen v září 1869.                               |
| z Otěšic Václav Bohuš        | velkostatkářská     | nesvěřenecké velkostatky                              |        | Zvolen v září 1869.                               |
| Palacký František            | venk. obcí          | Karlín, Brandýs                                       |        | Zvolen v září 1869.                               |
| Petr Eduard                  | virilisté           | rektor pražské univerzity                             |        | Rektor v akad. roce 1869/1870.                    |
| Platzer Vilém                | venk. obcí          | Jindřichův Hradec, Lomnice, Třeboň, N. Bystřice       |        | Zvolen v září 1869.                               |
| Pokorný František            | venk. obcí          | Černý Kostelec, Český Brod                            |        | Zvolen v září 1869.                               |
| Pollach Štěpán               | městská             | Praha-Hradčany                                        |        | Zvolen v září 1869.                               |
| Porák Antonín                | městská             | Dvůr Králové, Náchod, Hořice                          |        | Zvolen v září 1869.                               |
| Pour Václav                  | venk. obcí          | Pardubice, Holice, Přelouč                            |        | Zvolen v září 1869.                               |
| von Pötting Norbert          | velkostatkářská     | nesvěřenecké velkostatky                              |        | Zvolen v září 1869.                               |
| Práchenský Josef Stanislav   | městská             | Mělník, Brandýs n. L., Roudnice                       |        | Zvolen v září 1869.                               |
| Pštross František            | městská             | Praha-Staré Město                                     |        | Zvolen v září 1869.                               |
| Raudnitz Moritz              | městská             | Mikulášovice, Zeidlery, Krásná Lípa                   |        | Zvolen místo W. Hielleho v září 1869.             |
| Reichert Václav              | venk. obcí          | Hořice, Nová Paka                                     |        | Zvolen v září 1869.                               |
| Rieger František Ladislav    | venk. obcí          | Semily, Železný Brod                                  |        | Zvolen v září 1869.                               |
| Riese-Stallburg Adolf        | velkostatkářská     | svěřenecké velkostatky                                |        | Zvolen v srpnu 1868.                              |
| Roth Karel                   | městská             | Chrudim, Heřmanův Městec                              |        | Zvolen v září 1869.                               |
| Říha Josef                   | venk. obcí          | Kutná Hora, Čáslav                                    |        | Zvolen v září 1869.                               |
| Salm-Reifferscheid Johann    | velkostatkářská     | svěřenecké velkostatky                                |        | Zvolen v srpnu 1868.                              |
| Schier Josef                 | obch. a živn. komor | Budějovice                                            |        | Zvolen v srpnu 1868.                              |
| Schmidt Antonín              | městská             | Německý Brod, Polná, Humpolec                         |        | Zvolen v září 1869.                               |
| Schovánek Antonín            | městská             | Jičín, Nový Bydžov                                    |        | Zvolen v září 1869.                               |
| Schulte Johann Friedrich     | virilisté           | rektor pražské univerzity                             |        | Rektor v akad. roce 1868/1869.                    |
| Schulz Ferdinand             | městská             | Mladá Boleslav, Nymburk                               |        | Zvolen v květnu 1868a v září 1869.                |
| Schwarzenberg Adolf Josef    | velkostatkářská     | svěřenecké velkostatky                                |        | Zvolen v srpnu 1868.                              |
| Skrejšovský Jan              | městská             | Vysoké Mýto, Skuteč, Hlinsko                          |        | Zvolen v září 1869.                               |
| Sladkovský Karel             | venk. obcí          | Kolín, Kouřim, Uhlířské Janovice                      |        | Zvolen v září 1869.                               |
| Slavík Josef                 | venk. obcí          | Litomyšl, Polička                                     |        | Zvolen v září 1869.                               |
| Stefan Kristian              | městská             | Hradec Králové, Jaroměř, Josefov                      |        | Zvolen v září 1869.                               |
| Svátek Vavřinec              | městská             | Strakonice, Sušice, Vodňany                           |        | Zvolen v září 1869.                               |
| Šípek František              | městská             | Jílové, Vyšehrad, Benešov, Č. Kostelec                |        | Zvolen v září 1869.                               |
| Škarda Jakub                 | venk. obcí          | Domažlice, Nová Kdyně                                 |        | Zvolen v září 1869.                               |
| Šobr Tomáš                   | městská             | Písek                                                 |        | Zvolen v září 1869.                               |
| Štros Jan                    | městská             | Kutná Hora                                            |        | Zvolen v září 1869.                               |
| Thun-Hohenstein Ladislaus    | velkostatkářská     | svěřenecké velkostatky                                |        | Zvolen v srpnu 1868.                              |
| Thun-Hohenstein Leopold Lev  | velkostatkářská     | svěřenecké velkostatky                                |        | Zvolen v srpnu 1868.                              |
| Thun-Hohenstein Leopold      | velkostatkářská     | svěřenecké velkostatky                                |        | Zvolen v srpnu 1868.                              |
| Trmal Emanuel                | městská             | Kolín, Kouřim, Poděbrady                              |        | Zvolen v září 1869.                               |
| Trojan Alois Pravoslav       | venk. obcí          | Příbram, Dobříš                                       |        | Zvolen v září 1869.                               |
| Tyrš Miroslav                | městská             | Tábor, Kamenice, Pelhřimov                            |        | Zvolen v září 1869.                               |
| Václavík Alois               | venk. obcí          | Poděbrady, Městec Králové                             |        | Zvolen v září 1869.                               |
| Vávra Vincenc                | venk. obcí          | Nymburk, Benátky                                      |        | Zvolen v červnu 1868a v září 1869.                |
| Vilímek Josef Richard        | venk. obcí          | Rychnov, Kostelec                                     |        | Zvolen v září 1869.                               |
| Villani Karel Drahotín       | venk. obcí          | Benešov, Neveklov, Vlašim                             |        | Zvolen v září 1869.                               |
| Waidele v. Willingen Ernst   | velkostatkářská     | svěřenecké velkostatky                                |        | Zvolen v říjnu 1869.                              |
| Waldert Anton                | městská             | Chomutov, Vejprty, Přísečnice                         |        | Zvolen místo K. Höflera v září 1869.              |
| von Wächter Otto             | velkostatkářská     | nesvěřenecké velkostatky                              |        | Zvolen v srpnu 1868.                              |
| Wenzig Josef                 | venk. obcí          | Hradec Králové, Nechanice                             |        | Zvolen v září 1869.                               |
| Zátka Hynek                  | venk. obcí          | Budějovice, Lišov, Trhové Sviny, Hluboká, Týn n. Vlt. |        | Zvolen v září 1869.                               |
| Zeithammer Antonín Otakar    | venk. obcí          | Kralovice, Manětín                                    |        | Zvolen v září 1869.                               |
| Zelený Václav                | venk. obcí          | Německý Brod, Humpolec, Polná, Přibyslav, Štoky       |        | Zvolen v září 1869.                               |
| Žák Jan                      | městská             | Pardubice, Chlumec, Holice                            |        | Zvolen v září 1869.                               |